# Concistori di papa Giulio III

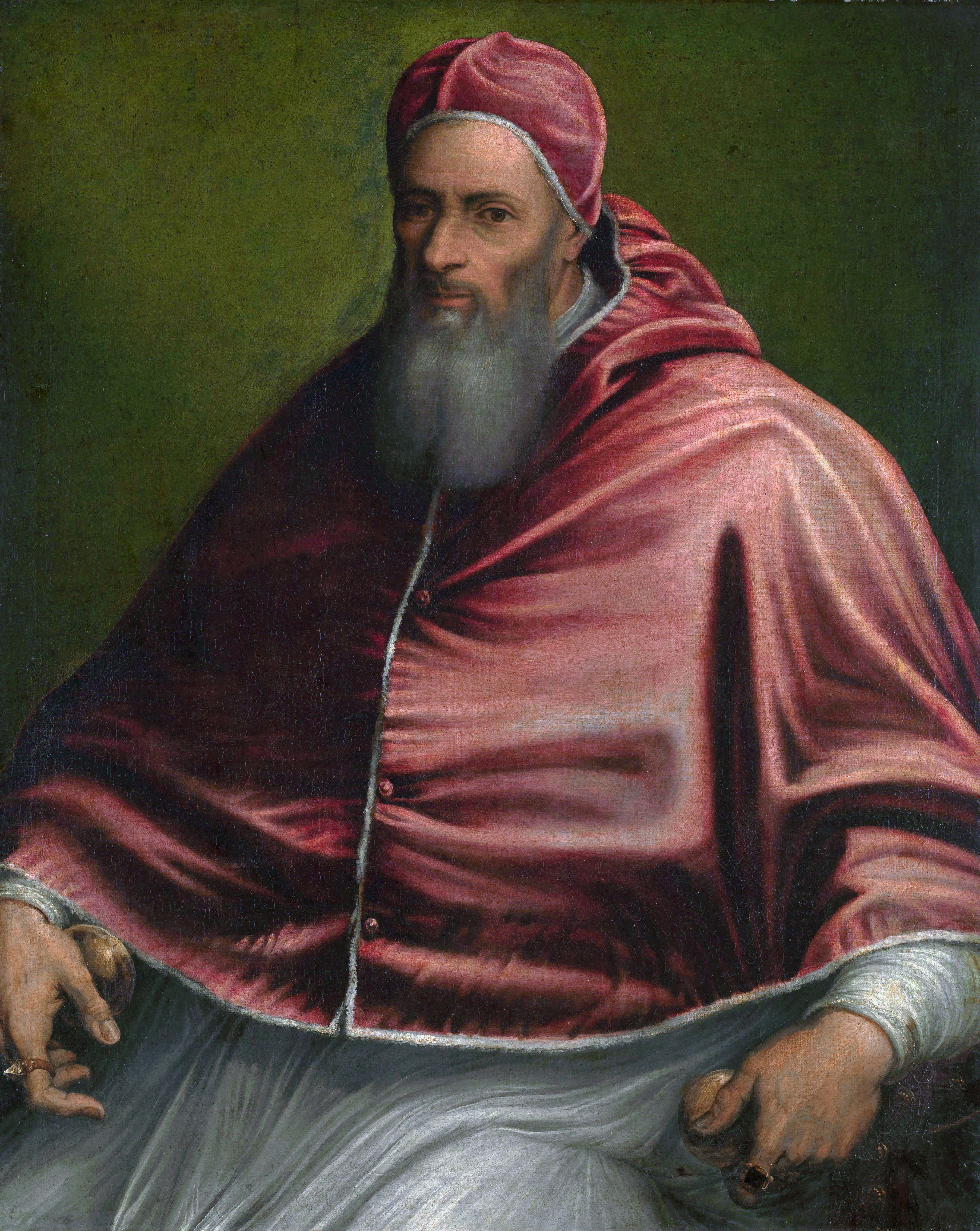
Papa Giulio III

Questa voce raccoglie l'elenco completo dei concistori per la creazione di nuovi cardinali presieduti da papa Giulio III, con l'indicazione di tutti i cardinali creati (20 nuovi cardinali in 4 concistori). I nomi sono posti in ordine di creazione.

## 30 maggio 1550 (I)
- Innocenzo Ciocchi del Monte, nipote adottivo di Sua Santità; creato cardinale diacono di Sant'Onofrio (+ 3 novembre 1577)

## 12 ottobre 1551 (II)
- Giorgio (Györgi) Martinuzzi, O.S.P.P.E., vescovo di Gran Varadino dei Latini; creato cardinale presbitero (+ 17 dicembre 1551, senza aver ricevuto il titolo)

## 20 novembre 1551 (III)
- Cristoforo Guidalotti Ciocchi del Monte, cugino di Sua Santità, vescovo di Marsiglia, patriarca titolare di Alessandria dei Latini; creato cardinale presbitero di Santa Prassede (+ 27 ottobre 1564)
- Fulvio Giulio della Corgna, O.S.Io.Hieros., vescovo di Perugia; creato cardinale presbitero di Santa Maria in Via (+ 2 marzo 1583)
- Giovanni Michele Saraceni, arcivescovo di Matera, governatore di Roma, vice-camerlengo di Santa Romana Chiesa; creato cardinale presbitero di Santa Maria in Ara Coeli (+ 27 aprile 1568)
- Giovanni Ricci, arcivescovo-vescovo di Chiusi; creato cardinale presbitero dei Santi Vitale, Valeria, Gervasio e Protasio (+ 3 maggio 1574)
- Giovanni Andrea Mercurio, arcivescovo di Messina; creato cardinale presbitero di Santa Barbara (+ 2 febbraio 1561)
- Giacomo Puteo, arcivescovo di Bari; creato cardinale presbitero di San Simeone profeta in Posterula ( + 26 aprile 1563)
- Alessandro Campeggio, vescovo di Bologna; creato cardinale presbitero di Santa Lucia in Silice (pro illa vice) (+ 21 settembre 1554)
- Pietro Bertani, O.P., vescovo di Fano; creato cardinale presbitero dei Santi Marcellino e Pietro (+ 8 marzo 1558)
- Fabio Mignanelli, vescovo di Lucera; creato cardinale presbitero di San Silvestro in Capite (+ 10 agosto 1557)
- Giovanni Poggio, vescovo di Tropea, nunzio apostolico in Spagna; creato cardinale presbitero di Sant'Anastasia (+ 12 febbraio 1556)
- Giovanni Battista Cicala, vescovo di Albenga; creato cardinale presbitero di San Clemente (+ 8 aprile 1570)
- Girolamo Dandini, vescovo di Imola, commissario generale dell'esercito pontificio; creato cardinale presbitero di San Matteo in Merulana (+ 4 dicembre 1559)
- Luigi Corner, O.S.Io.Hieros., gran priore del suo Ordine a Cipro; creato cardinale diacono di San Teodoro (+ 10 maggio 1584)
- Sebastiano Antonio Pighini, arcivescovo di Manfredonia; creato cardinale presbitero (riservato in pectore, pubblicato il 30 maggio 1552, col titolo di San Callisto) (+ 23 novembre 1553)

## 22 dicembre 1553 (IV)
- Pietro Tagliavia d'Aragona, arcivescovo di Palermo; creato cardinale presbitero di San Callisto (+ 5 agosto 1558)
- Luigi I di Guisa di Lorena, vescovo di Albi; creato cardinale diacono di San Tommaso in Parione (pro illa vice) (+ 29 marzo 1578)
- Roberto de' Nobili, pronipote di Sua Santità, chierico di Arezzo; creato cardinale diacono di Santa Maria in Domnica (+ 18 gennaio 1559)
- Girolamo Simoncelli, pronipote di Sua Santità, chierico di Orvieto; creato cardinale diacono dei Santi Cosma e Damiano (+ 22 febbraio 1605)

## Fonti
- (EN) Current and historical information about the Bishops and Dioceses of the Catholic Hierarchy around the world, su catholic-hierarchy.org.
- (EN) Salvador Miranda, Julius III, su fiu.edu – The Cardinals of the Holy Roman Church, Florida International University. URL consultato il 31 luglio 2015.